# Cabanossi

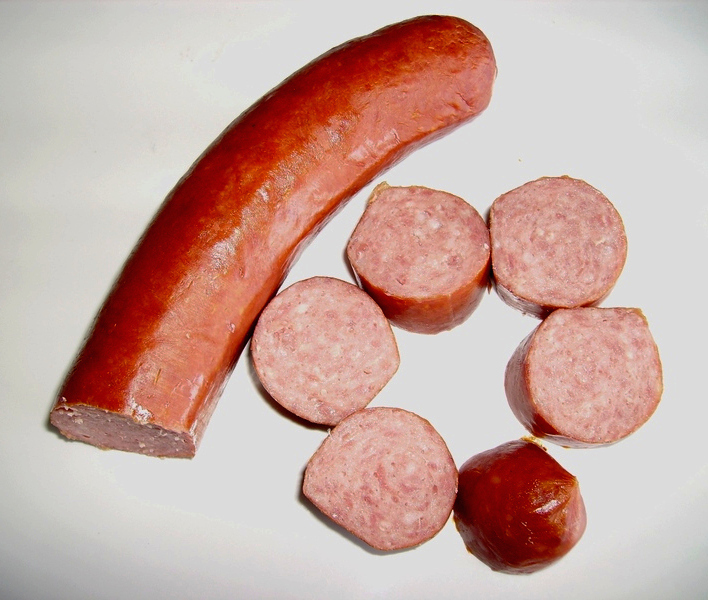
Salchicha Cabanossi cortada en trozos

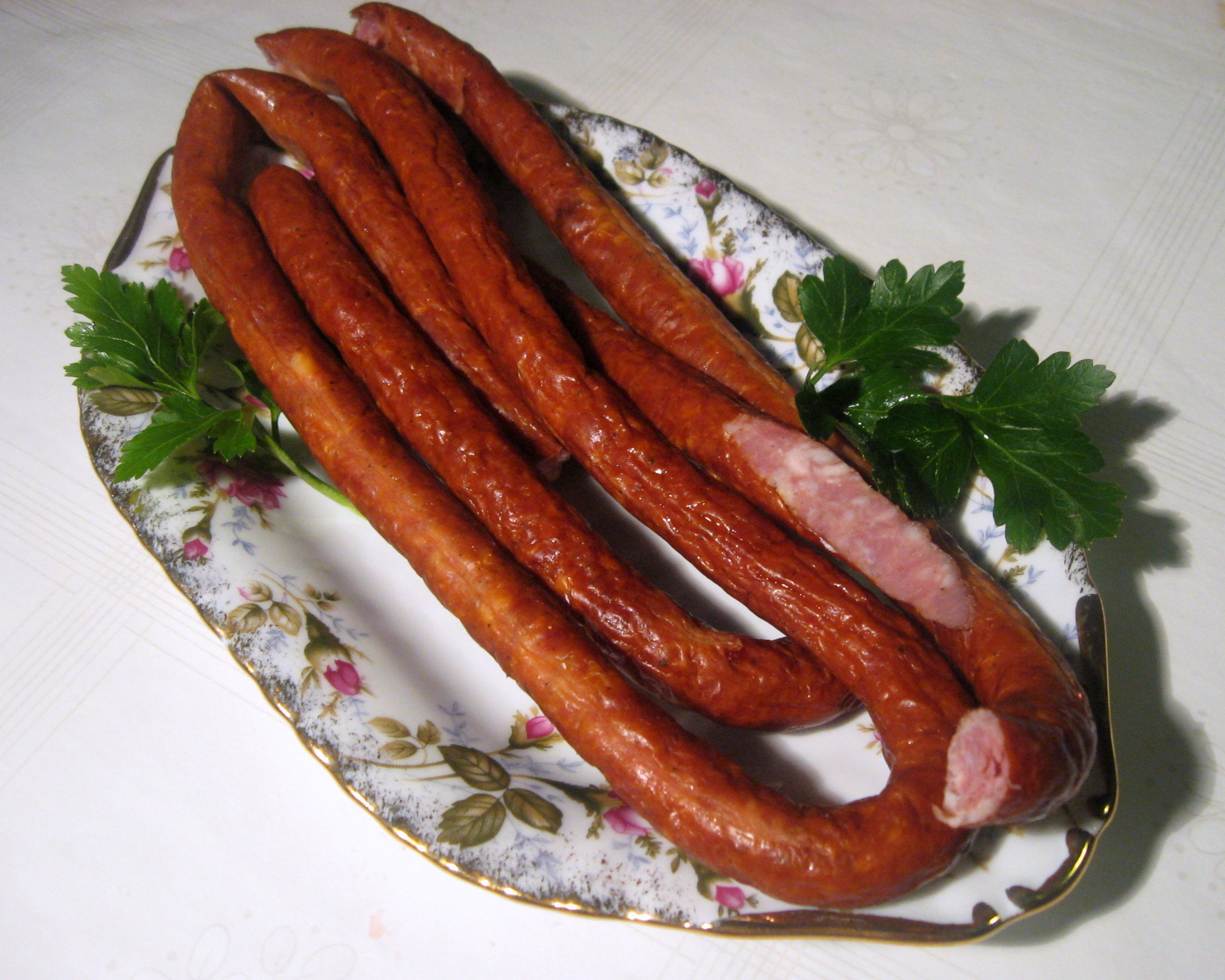
Kabanosy en un plato.

Cabanossi (en polaco: kabanos, plural kabanosy) es una especie de salchicha seca, larga y fina hecha de carne de cerdo, similar a un salami suave, que se originó en Polonia.
Está hecho de carne de cerdo y ternera, ligeramente ahumado.  Tiene una textura muy seca y un sabor ahumado. Tradicionalmente tiene forma de una salchicha larga y delgada de entre 30 a 60 centímetros de largo, 1-1.5 centímetros de diámetro, y se dobla en dos, lo que le da un aspecto muy característico. Algunas de las variaciones incluyen pollo y pato (duck cabanossi).
El nombre procede de kaban, que significa ‘cerdo’ (machos jóvenes, engordados con patatas) en el este de Polonia. Su proceso de curación y los excepcionales sabores y aromas resultantes son los rasgos que separan al kabanos de otros tipos de salchicha.
Esta salchicha destaca por su sabor picante y también porque está lista para consumir directamente (ya viene cocinada).

## Lugares y gastronomías
El cabanossi es muy popular en Australia, Nueva Zelanda, Colombia, Perú y Uruguay (en este último refiriéndose al Cabanossi como húngara), siendo una de las salchichas más comunes allí. En Europa tiene un bajo perfil ya que compite con otras variedades de salchichas.

## Servir
Es muy común cortarla en pedazos y comerla cruda como un aperitivo o snack, a menudo acompañada de dados de queso y crackers. También se usa como provisión en excursiones porque no se estropea tan rápidamente como otras salchichas.
Las cabanossi en rodajas son muy populares en las pizzas australianas, neozelandesas y colombianas